# Kurt Fischer (Politiker, 1902)
Kurt Fischer (* 3. Dezember 1902 in Landsberg/Warthe; † 10. Februar 1991 in Hamburg) war ein deutscher Politiker (NSDAP, GB/BHE).

## Leben
Nach der mittleren Reife war Fischer zwischen 1918 und 1928 als Zivilsupernumerar bei der Stadtverwaltung in Landsberg/Warthe beschäftigt. Er legte die Prüfung zum Stadtsekretär ab und bereitete sich nebenberuflich zum Abiturientenexamen vor. Er bestand das Abitur im Dezember 1928. Nachdem er das Abitur nachgeholt hatte, studierte er zwischen 1928 und 1932 Staats- und Rechtswissenschaften in Innsbruck, Berlin und Breslau. Im Anschluss an sein Staatsexamen war er bis Dezember 1933 Gerichtsreferendar bei der Justizbehörde Vietz (Ostbahn) und Landsberg und begann im Anschluss daran erneut seinen Gemeindeverwaltungsdienst. Von 11. Dezember 1933 bis 9. August 1939 war er hauptamtlicher Bürgermeister der Regierungs- und Kreisstadt Aurich. Ab 10. August 1939 war er bis März 1945 hauptamtlicher Bürgermeister der Kreisstadt Belgard in Pommern.
Fischer trat zum 1. Mai 1933 in die NSDAP ein (Mitgliedsnummer 2.468.399). Von 1933 bis 1937 war Fischer zudem Mitglied in der SA. Seit 1933 bzw. 1934 war er zudem Mitglied im NS-Rechtswahrerbund, im Reichsbund der Deutschen Beamten, in der Nationalsozialistischen Volkswohlfahrt, im Reichsluftschutzbund, im Reichskolonialbund und im Volksbund für das Deutschtum im Ausland. Ab November 1939 war Fischer auch Beisitzer im NSDAP-Kreisgericht Belgard sowie ab 23. Februar 1940 Schulungsleiter bei den beiden NSDAP-Ortsgruppen (Belgard). Im August 1941 war er Kreispersonalamtsleiter bei der Kreisleitung der NSDAP (Belgard).
Fischer war zwischen März 1943 und Kriegsende als Soldat in der Luftwaffe im Kriegsdienst und geriet am 6. Mai 1945 in Miesbach in amerikanische Kriegsgefangenschaft sowie Internierungshaft. Erst im März 1948 kehrte er aus der Kriegsgefangenschaft zurück. Nach seiner Rückkehr wurde er zwischen 1949 und Mai 1951 Kreisgeschäftsführer des Zentralverbandes der vertriebenen Deutschen im Kreisverband in Aurich.
Fischer wurde in der zweiten Wahlperiode vom 6. Mai 1951 bis zum 15. Oktober 1954 zum Mitglied des Niedersächsischen Landtages gewählt. Er war zunächst vom 22. Oktober 1951 bis 22. November 1953 stellvertretender Vorsitzender der BHE- bzw. GB/BHE-Landtagsfraktion, anschließend bis zum 30. September 1954 deren Vorsitzender. Ab dem 16. März 1953 war er Mitglied der GB/BHE-Fraktion. 1954 war er stellvertretender Vorsitzender des GB/BHE-Landesverbandes Niedersachsen.
Im Landtag war er vom 4. Juni 1951 bis 20. Oktober 1954 Mitglied im Geschäftsordnungsausschuss, vom 13. Juni 1951 bis 30. September 1954 im Ältestenrat, vom 24. November 1953 bis 4. Oktober 1954 im Ausschuss gem. Art. 12 der Verfassung, vom 24. November 1953 bis 4. Oktober 1954 im Ausschuss für innere Verwaltung und vom 24. November 1953 bis 7. Dezember 1954 im Ausschuss für Rechts- und Verfassungsfragen.